# Marzling
Marzling là một đô thị thuộc huyện Freising trong bang Bayern nước Đức. Đô thị Marzling có diện tích 20,5 km², dân số thời điểm 31 tháng 12 năm 2006 là 2977 người.